# Соловйов Андрій Титович
Андрій Титович Соловйов (нар. 17 листопада 1928, Новоолександрівка — дата смерті невідома) — український скульптор; член Спілки радянських художників України.

## Біографія
Народився 17 листопада 1928 року в селі Новоолександрвці (нині Миколаївська область, Україна). 1954 року закінчив Одеське художнє училище, був учнем Мирона Кіпніса, Фелії Фальчук.
Мешкав в Одесі в будинку на провулку Грибоєдова № 4, квартира № 7.

## Творчість

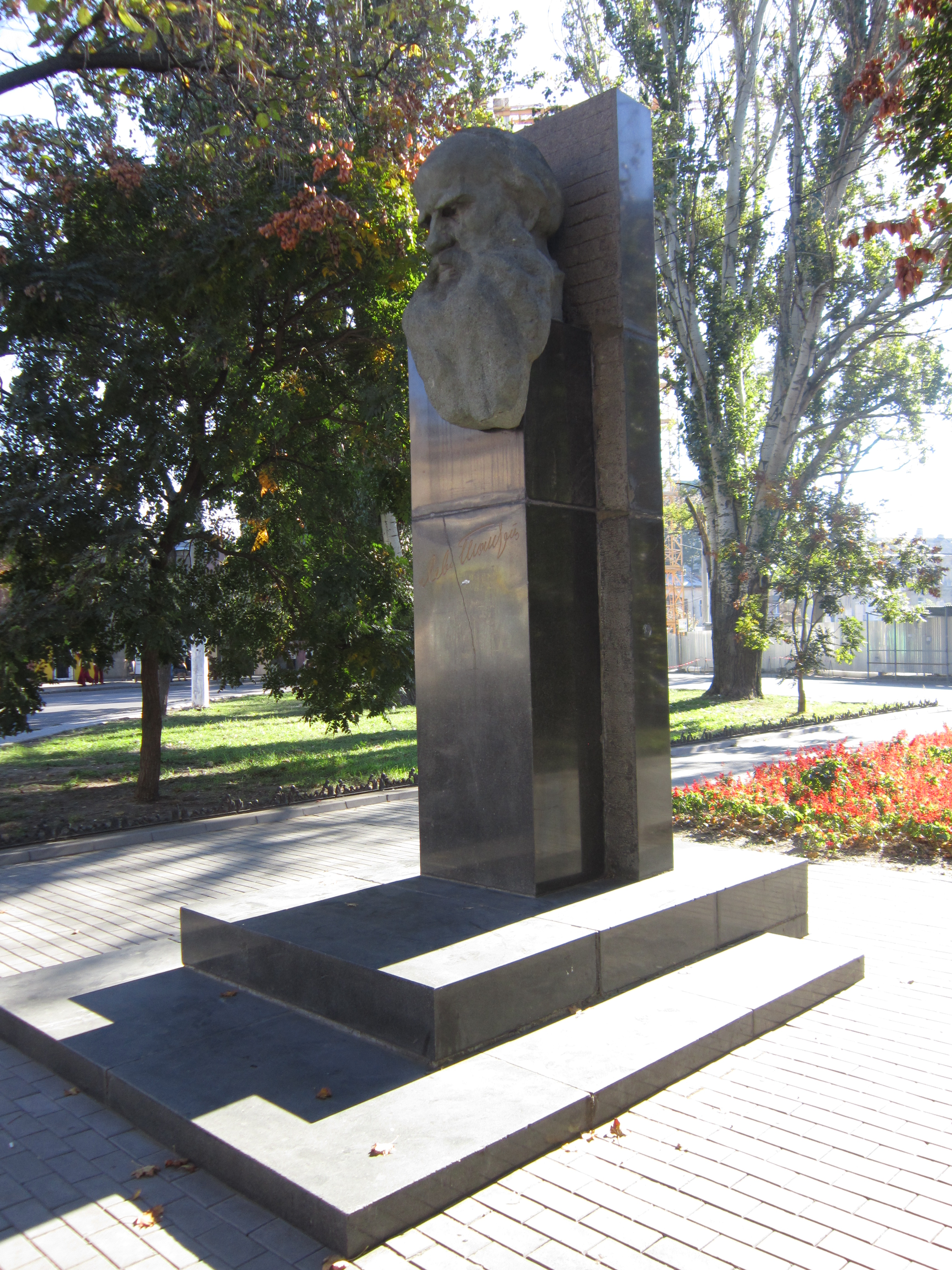
Пам'ятник Льву Толстому.

Працював в галузі станкової та монументальної скульптури. Серед робіт:
- «У розвідці» (1958, у співавторстві з Михайлом Нарузецьким);
- «Тарас Григорович Шевченко» (1961, у співавторстві з Михайлом Нарузецьким та Іллею Елуашвілі);
- «Богатирі» (1964);
- «Дівчинка і хлопчик» (1967);
- Пам'ятник Толстому Льву Миколайовичу в Одесі (1967, у співавторстві з Михайлом Нарузецьким, Олександром Князиком, архітектори Ігор Безчастнов, Костянтин Рашковський).

Брав участь у всеукраїнських виставках з 1958 року.